# A23 (Italië)
De A23 of Autostrade Alpe-Adria (Alpen - Adriatische Zee) is een Italiaanse autosnelweg die 120 kilometer lang is. Hij begint bij de Oostenrijkse grens en loopt langs Tarvisio en Udine en sluit dan aan op de A4 van Venetië naar Triëst.
Deze weg vormt een zeer belangrijke schakel in de ontsluiting van de Dolomieten en geeft tevens een tweede goede verbinding vanuit Oostenrijk met Kroatië. De E55 loopt over het hele traject mee.